# Junta de beneficencia
Las juntas de beneficencia eran agrupaciones de personas que se encargaban de la administración de las instituciones de beneficencia. 
En España, había una en cada población como órgano auxiliar de su respectivo ayuntamiento. En la legislación española de mediados del siglo XIX, se estipulaba que en las capitales y pueblos que tengan 400 vecinos o más se componía esta junta de nueve individuos: 
- uno de los alcaldes constitucionales, que era presidente nato
- un regidor del ayuntamiento
- el cura párroco más antiguo
- cuatro vecinos ilustrados y caritativos
- un médico
- un cirujano de los de mayor reputación

En los demás pueblos de menos vecindario, se componía la misma junta de siete individuos. 
Las juntas se gobernaban por las reglas que establecía la ley vigente y por el reglamento particular para ellas. Las juntas municipales celebraban sus sesiones en uno de los establecimientos de beneficencia que juzgaran más adecuado al efecto en los días, forma y modo que prescriba el reglamento.

## Obligaciones de las juntas
Las obligaciones de estas juntas eran:
- Hacer observar la ley y los reglamentos y órdenes aplicables a los directores, administradores y demás empleados de los establecimientos de beneficencia.
- Informar al ayuntamiento sobre la necesidad de aumentar, suprimir o arreglar cualesquiera de dichos establecimientos.
- Proponer arbitrios para sujetacion y socorro de la indigencia en las necesidades extraordinarias.
- Ejecutar las órdenes sobre mendicidad que le comunique el Gobierno por conduelo de sus respectivos ayuntamientos.
- Recibir las cuentas de los administradores de los establecimientos de beneficencia y, una vez examinadas, pasarlas al ayuntamiento con su censura.
- Cuidar de la buena administración de los establecimientos de su cargo y establecer la más escrupulosa economía en la inversión de los fondos, claridad en las cuentas y el buen desempeño en las respectivas obligaciones de cada empleado, dando cuenta al ayuntamiento si notasen en alguno poco celo y actividad y suspendiendo en el acto a cualquiera por sospechas fundadas de tortuosos manejos o por otro motivo grave.
- Proponer al ayuntamiento para los destinos de directores y administradores de los establecimientos de beneficencia las personas que juzgaran más a propósito.
- Formar anualmente un presupuesto de gastos para el año próximo y la estadística de beneficencia de su distrito, pasando uno y otro al ayuntamiento para su dirección ulterior.
- Presentar anualmente al ayuntamiento cuentas documentadas de los fondos invertidos en la hospitalidad y socorros domiciliarios.
- Para que la vigilancia de estas juntas sobre los establecimientos de beneficencia fuera más efectiva, nombraban para cada uno de dichos establecimientos un vocal, que con calidad de visitador estaba encargado de observar frecuentemente si se cumplían en él los reglamentos, si los empleados desempeñaban su obligación y si los pobres estaban bien asistidos.

## Juntas parroquiales
En las poblaciones de mucho vecindario, las juntas municipales con la aprobación de su respectivo ayuntamiento, nombraban juntas parroquiales de beneficencia que eran presididas por el cura de la parroquia y en sus ausencias y enfermedades por su teniente. Estas juntas, además del presidente, se componían de ocho individuos celosos y caritativos, vecinos de la parroquia y se renovaban cada dos años por mitad, a virtud de propuesta de la propia junta a la municipal de beneficencia. Entre las responsabilidades de sus miembros figuraban:
- uno de los individuos desempeñaba las funciones de secretario
- otro, las de contador
- otro, las de depositario

No se manejaban por estas juntas más fondos que los provenientes de las limosnas de la parroquia y los que les destinen las municipales por vía de socorro para fines de su instituto. Cuidaban de la colecta de limosna, de las suscripciones voluntarias, de la hospitalidad y socorros domiciliarios, de la primera enseñanza y vacunación de los niños pobres, de recoger los expósitos y desamparados y de conducir a los establecimientos de beneficencia respectivos a los que puedan ser socorridos en sus propias casas.
Las juntas parroquiales debían presentar anualmente a las municipales cuentas documentadas de los fondos parroquiales dando además una idea exacta del estado en que estaban en su parroquia la hospitalidad y socorros domiciliarios.